# Międzynarodowy Dzień Walki z Dyskryminacją Rasową
Międzynarodowy Dzień Walki z Dyskryminacją Rasową (ang. International Day for the Elimination of Racial Discrimination) – święto obchodzone corocznie 21 marca,  ustanowione przez Zgromadzenie Ogólne ONZ w 1966 roku (rezolucja 2142 (XXI)).

## Historia
Święto obchodzone jest w dniu w którym wydarzyła się masakra w Sharperville w 1960 (Południowa Afryka) - w pokojowej demonstracji przeciwko „przepisom przepustkowym” apartheidu policjanci zastrzelili 69 osób, które brały w niej udział.
Dzień ten rozpoczyna Tydzień Solidarności z Ludami Zmagającymi się z Rasizmem i Dyskryminacją Rasową (do 27 marca), ustanowiony rezolucją 34/24 (1979), jako jeden z elementów programu obchodów pierwszej Dekady Walki z Rasizmem i Dyskryminacją Rasową ustanowionej w 1973 roku (1973–1982). Kolejne dekady odbyły się w latach 1983–1992 i 1993–2002.
Obchody mają na celu uczczenie pamięci ofiar masakry w Sharpeville i innych incydentów na tle rasistowskim oraz wzmożenie działalności społeczeństwa na rzecz eliminacji wszelkich form rasizmu, ksenofobii i dyskryminacji na świecie.
W 2001 roku (31 sierpnia–7 września), na zakończenie Światowej Konferencji na temat Rasizmu, Dyskryminacji Rasowej, Ksenofobii i Pokrewnych Przejawów Nietolerancji, uczestnicy przyjęli Deklarację z Durbanu (RPA) oraz Program Działania, jako wzór dalszych działań mających na celu realizację zasad związanych z równością i zwalczaniem dyskryminacji.
Co roku obchody odbywają się pod innym hasłem. Hasłem w 2006 roku była „Walka z rasizmem w życiu codziennym”. W 2010 myślą przewodnią obchodów był związek między rasizmem a sportem. Miało to szczególne znaczenie, gdyż Republika Południowej Afryki, jako pierwsze państwo afrykańskie, wystąpiło w roli gospodarza Mistrzostw Świata w piłce nożnej.
W swoim przesłaniu do państw członkowskich (2010), Sekretarz Generalny ONZ Ban Ki-moon podkreślił, że:

Obchody Międzynarodowego Dnia Walki z Dyskryminacją Rasową powinny jednocześnie stać się okazją do zwrócenia uwagi na rolę sportu w jednoczeniu ludzi pochodzących z różnych kultur i środowisk społecznych. Sport może dodać siły społecznościom pozbawionym praw obywatelskich, wpływać na nasz sposób myślenia, a także inspirować miliony ludzi na całym świecie.

## Akcje przeciw rasizmowi i antysemityzmowi w Polsce
W Polsce obchody Międzynarodowego Dnia Walki z Rasizmem we współpracy z siecią UNITED for Intercultural Action koordynuje Stowarzyszenie „Nigdy Więcej”. W 2002 roku Stowarzyszenie zainicjowało akcję zbierania podpisów pod apelem do Polskiego Związku Piłki Nożnej postulującym walkę z przejawami rasizmu na stadionach. W 2004 roku, w związku z wejściem Polski do Unii Europejskiej, opublikowało wezwanie do władz o podjęcie działań przeciwko zorganizowanej aktywności grup rasistowskich. W 2005 roku na zaproszenie Stowarzyszenia „Nigdy Więcej” do Polski przyjechał Sarabjit Singh (przedstawiciel ośrodka monitorowania rasizmu i neofaszyzmu „Searchlight”, który spotkał się z polskimi przedstawicielami organizacji pozarządowych. W związku z obchodami 21 marca „Nigdy Więcej” prowadziło także szkolenia edukacyjne dla nauczycieli i policjantów, akcje zamalowywania rasistowskich napisów na murach i organizowało warsztaty na temat rasizmu w sporcie. 21 marca 2018 stowarzyszenie rozpoczęło współpracę z Allegro, w ramach której monitoruje i zgłasza do usunięcia administratorom serwisu oferty promujące faszyzm, rasizm i ksenofobię.
23 września 2011 ruszyła II edycja konkursu „Stop rasizmowi w sporcie” z inicjatywy Pełnomocnika Rządu do spraw Równego Traktowania Elżbiety Radziszewskiej i Dyrektora Przedstawicielstwa Komisji Europejskiej, skierowana do dziennikarzy wszystkich rodzajów mass mediów. Celem konkursu trwającego do 15 listopada jest promocja tolerancji dla odmienności ze względu na rasę, kolor skóry, a także język, obywatelstwo, narodowość lub pochodzenie etniczne w sporcie (I edycja odbyła się w tym samym okresie w 2010 roku).
14 października 2011 (Dzień Edukacji Narodowej) odbyła się wielokulturowa impreza na stadionie warszawskiej Agrykoli w ramach konkursu ministra spraw zagranicznych Radosława Sikorskiego „Polska dla wszystkich”. Honorowy patronat nad konkursem objęli: Elżbieta Radziszewska (Sekretarz Stanu w Kancelarii Prezesa Rady Ministrów), Katarzyna Hall (Minister Edukacji Narodowej) i John Abraham Godson (poseł na Sejm RP), a także Stowarzyszenie „Nigdy Więcej”, Hanna Gronkiewicz-Waltz (Prezydent Miasta Stołecznego Warszawy) oraz Polskie Stowarzyszenie Byłych Piłkarzy.
Inicjatywa zbiegła się również z Tygodniami Akcji „Futbol Przeciwko Rasizmowi” w Europie 2011. Konkurs ma za zadanie wyłonić najlepszy projekt promujący dialog międzykulturowy oraz propagujący takie postawy obywatelskie jak: tolerancja, otwartość i szacunek dla społeczeństwa wielokulturowego i różnorodności jego obywateli. Pomysłodawcą konkursu jest Koalicja „Razem Przeciwko Antysemityzmowi” powstała 19 kwietnia 2010 podczas konferencji „Razem przeciwko antysemityzmowi” w Ośrodku „Brama Grodzka – Teatr NN” w Lublinie. Informacje na temat rozstrzygnięcia konkursu wraz z listą nagrodzonych autorów projektów zostaną opublikowane do dnia 30 listopada 2011 roku.